# Леськівський замок
Леськівський замок (Палац Даховських) —  пам'ятка архітектури місцевого значення в селі Леськове Уманського району Черкаської області. Побудований у 50-х роках ХІХ ст. братами Карлом та Казимиром Даховськими.

## Історія

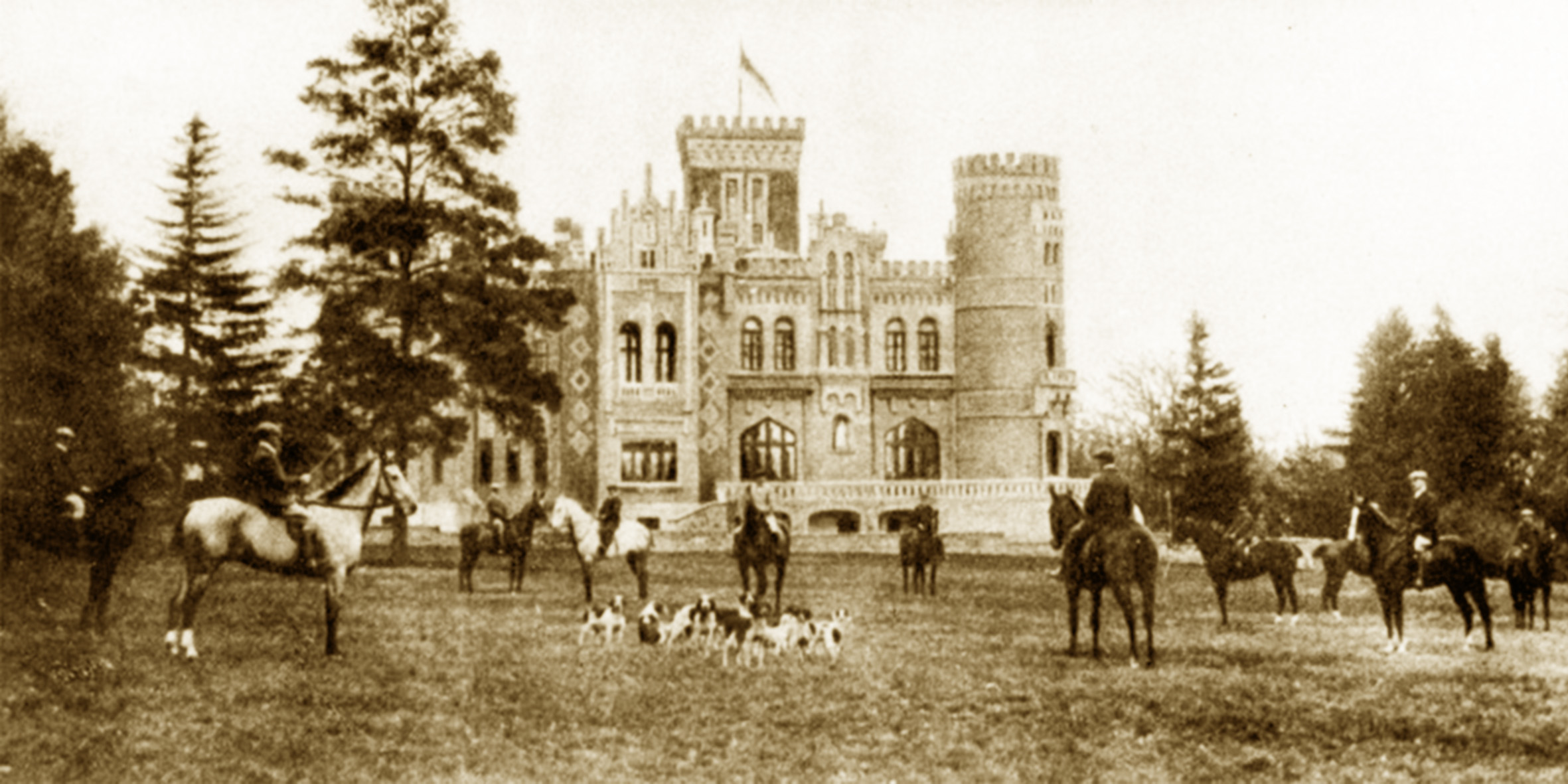
Палац Даховських (поч. ХХ ст.)

Землі навколо Леськового належали князям Вишневецьким, магнатам Лянцкоронським, Тарлам.
За легендою, леськовським панам не давала спокою слава Софіївки. Тому, щоб утерти ніс Потоцьким, Даховські вирішили у себе звести палац у стилі англійського замку доби Середньовіччя.

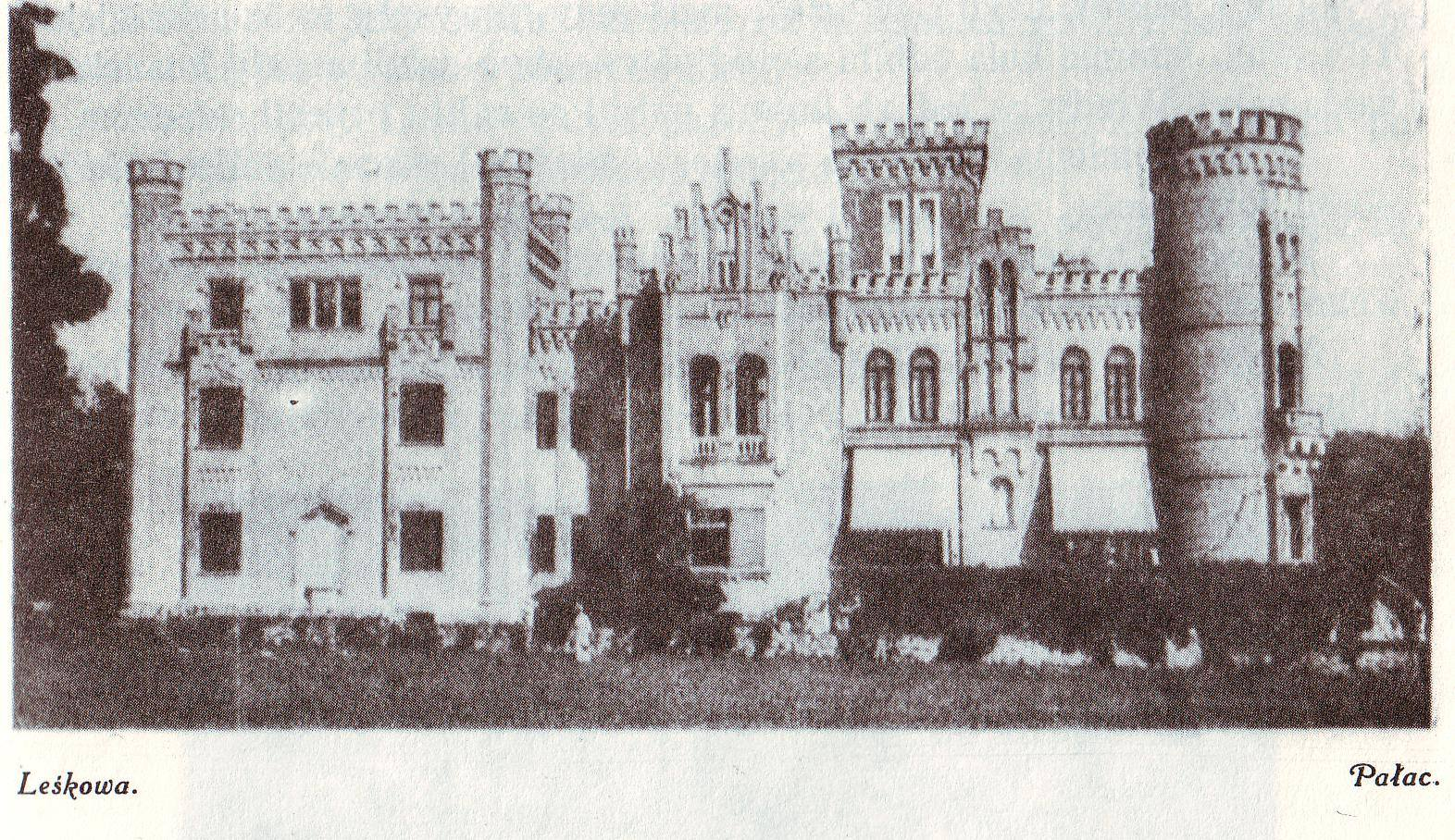
Палац Даховських (1928 р.)

Палац збудований в 50-х роках ХІХ ст. на зразок замку, братами Карлом та Казимиром Даховськими на місці давньої резиденції їхнього діда Казимежа Даховського. Палац оточував низькострижений живопліт та англійський парк. Навколо палацу тягнулися газони рідко оздоблені квітковими клумбами. Багато дерев були збережені ще з старого парку. У палаці була колекція старовинних тканин, на які була виділена спеціальна кімната. Крім того, тут містилося кілька десятків картин, колекції східної та європейської порцеляни. Леськівський палац-садиба уславився стадом коней англійської породи.
Садиба складалася з палацу, службових флігелів, приміщень для слуг. Даховські захоплювалися конями, тому побудували в садибі і стайні.

## У радянський період
За СРСР садиба, передана радянським військовим, автоматично набувала статусу режимного об'єкта, розташування якого не розголошувалося. Тому за СРСР садиба автоматично виключена з видання «Памятники градостроительства и архитектуры УССР», тома 1-4, Киев, «Будівельник», 1986.
Надзвичайно висока мистецька вартість садиби не враховувалась ні тоді, ні зараз. Палац за часів СРСР було передано то під піонер-табір, то під санаторій, згодом — військовий шпиталь, склад медикаментів тощо. Нині об'єкт у власності Міністерства Оборони України. Доступ лише з дозволу командира частини.

## Сучасний стан
Палац тривалий час не вносили до переліку туристичних об'єктів. Доступ до будівлі для відвідувачів обмежений. Сама споруда поступово руйнувалась.
8 квітня 2013 року громада Монастирищенського району звернулась до голови облдержадміністрації з проханням врятувати унікальний ландшафтно-архітектурний комплекс. 18 червня був підготовлений проект постанови Верховної Ради України «Про заходи щодо збереження ландшафтно-архітектурного комплексу „Садиба Даховських“ в Черкаській області». Верховна Рада порекомендувала Кабінету Міністрів України передати цю пам'ятку архітектури на баланс Міністерства культури України та включити її до Переліку пам'яток культурної спадщини, що не підлягають приватизації. Черкаська обласна державна адміністрація зобов'язалась розробити та затвердити програму збереження ландшафтно-архітектурного комплексу та відновлення його ландшафту.
Державними органами розглядається питання створення на базі комплексу "Садиба Даховських“ державного ландшафтно-паркового музею Історії українського війська. Український військовий історик, співробітник Міністерства у справах ветеранів  Василь Павлов пропонує номінативно розширити контексти функціонування комплексу "Садиба Даховських", змінивши запропоновану назву на "державний ландшафтно-парковий музей Мілітарної Історії України" 

## Пейзажний парк садиби
У архітектурно-ландшафтних комплекс, крім палацу, також входить територія з листяним парком на лівому березі річки Конела і хвойною частиною парку на правому березі, ставок із штучноствореним островом та сад.

## Галерея

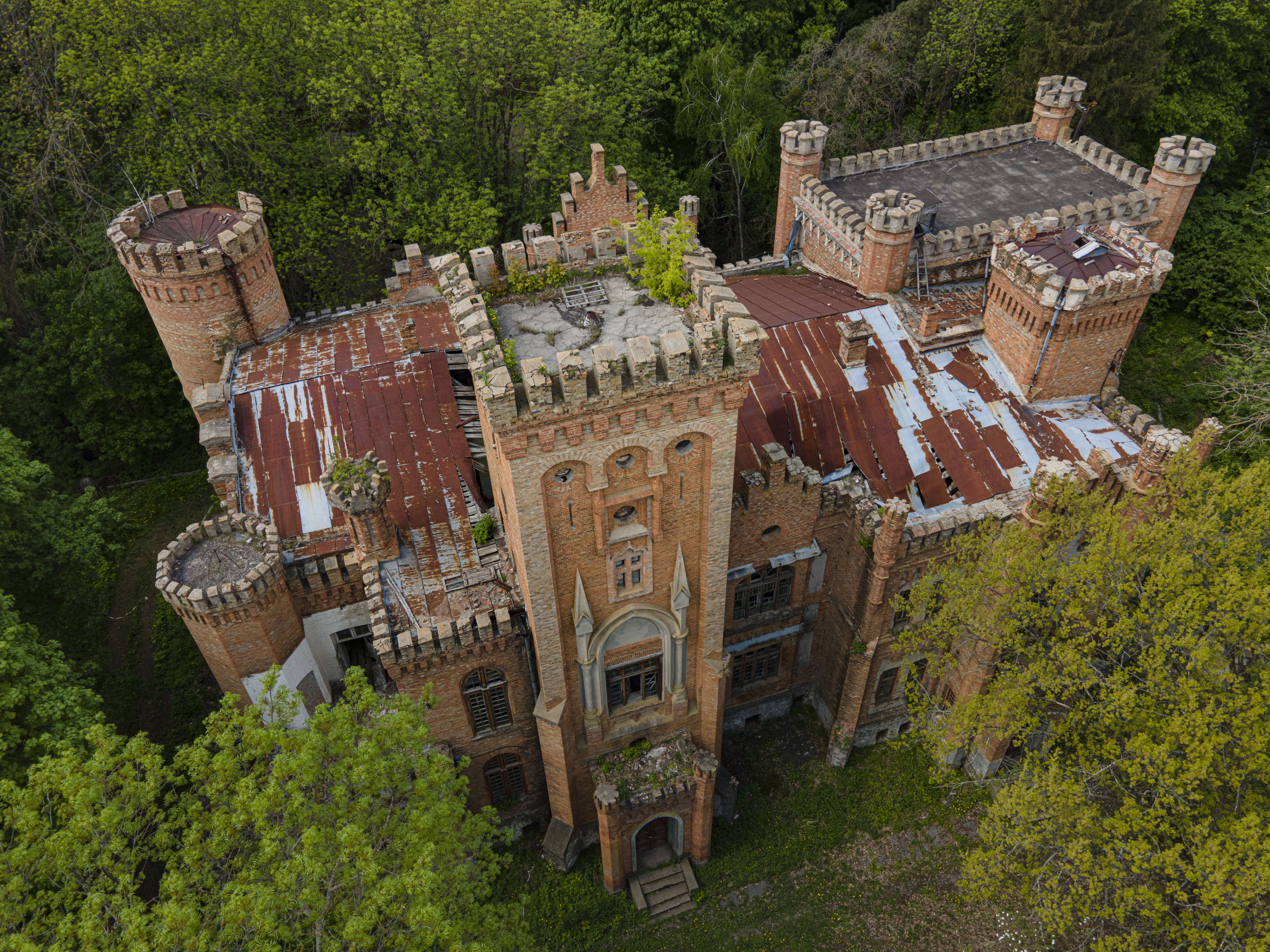
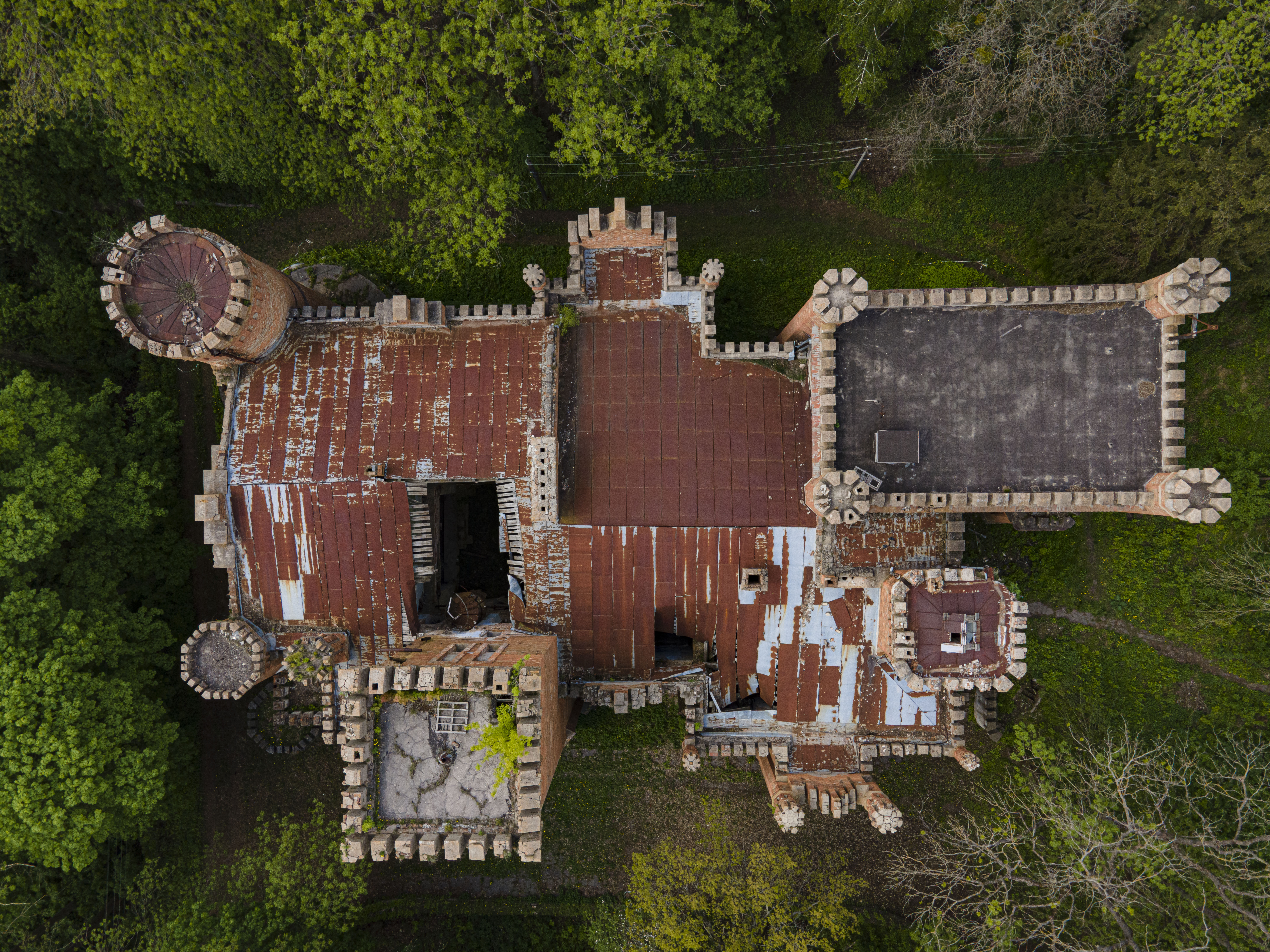
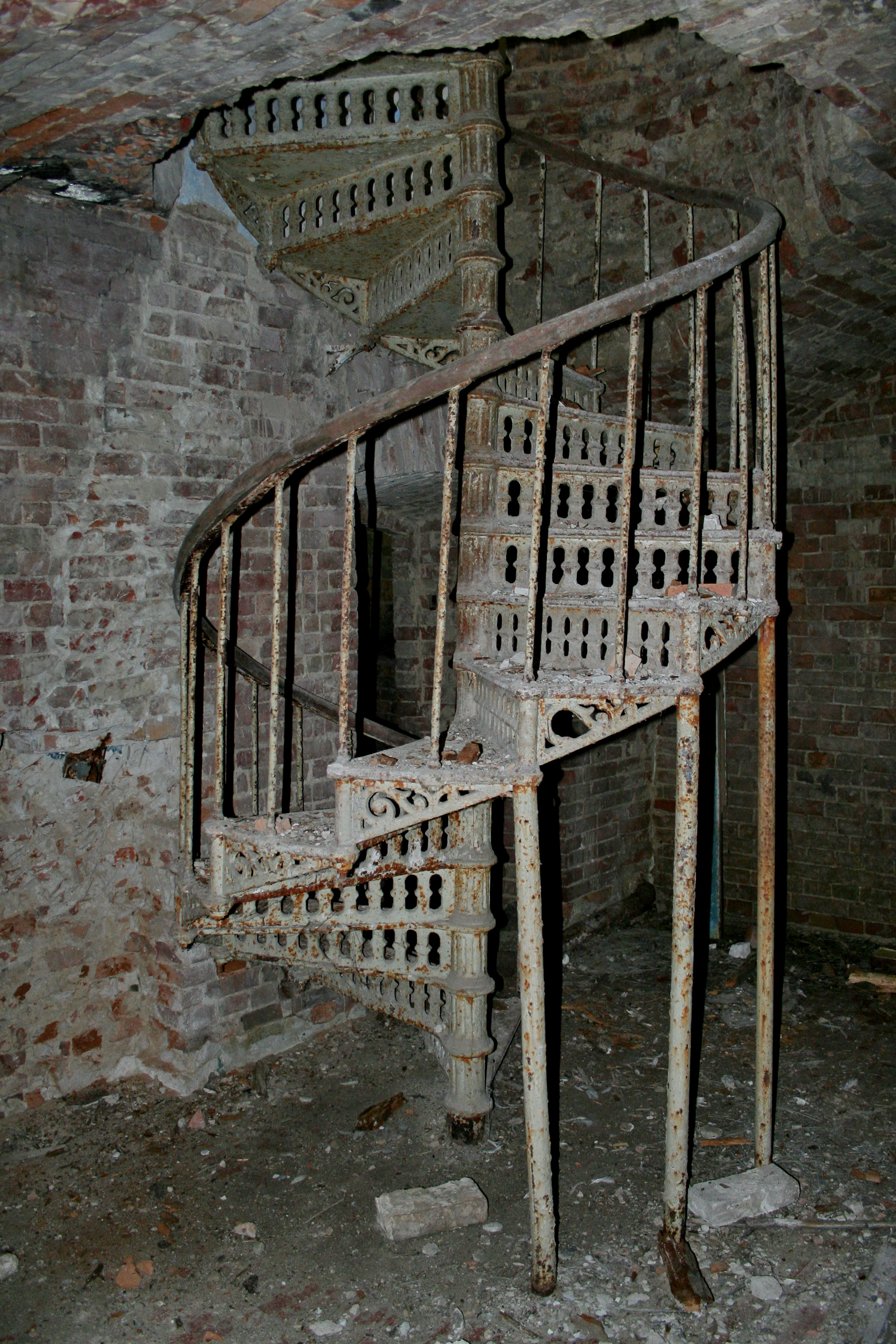
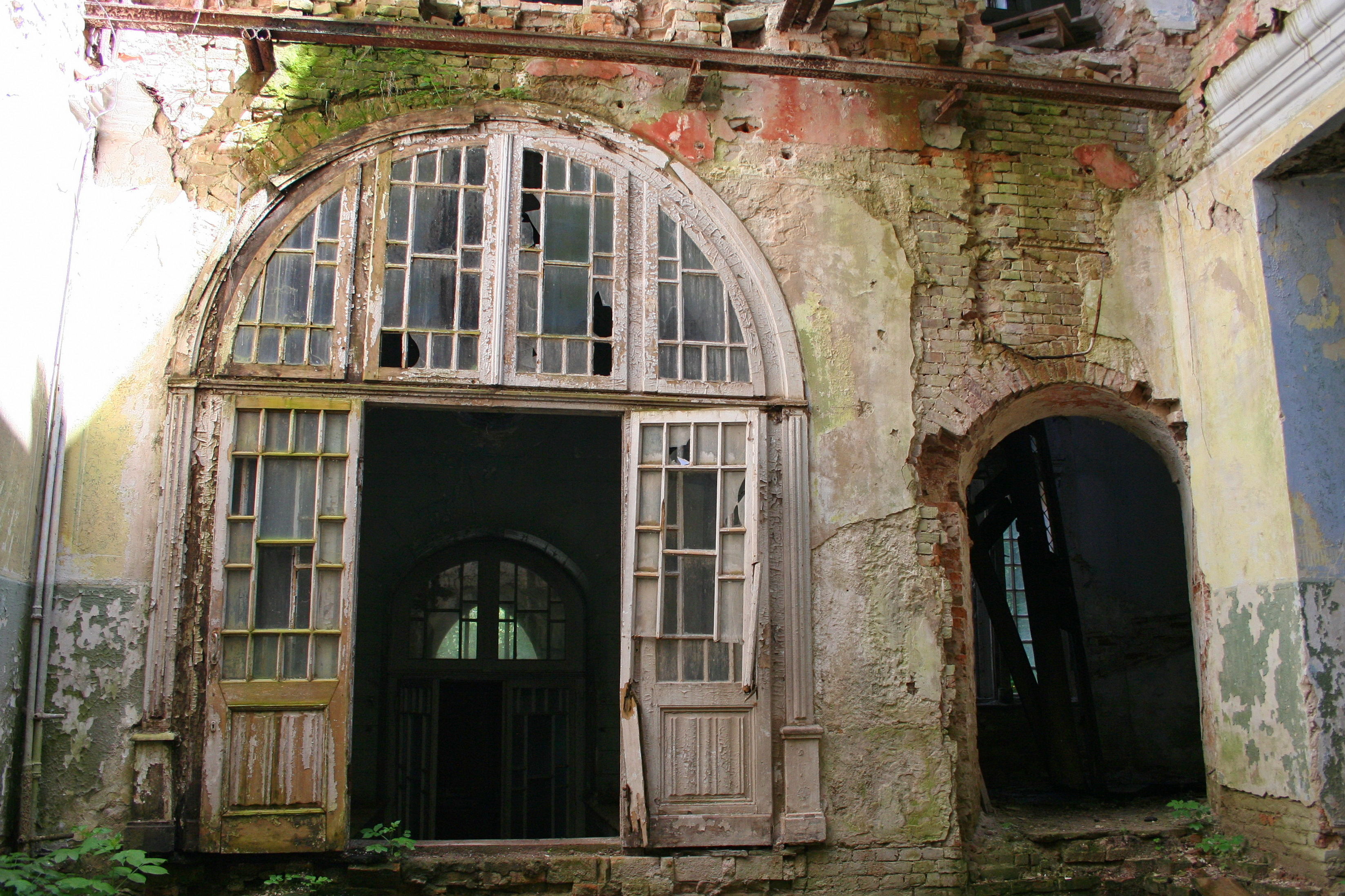
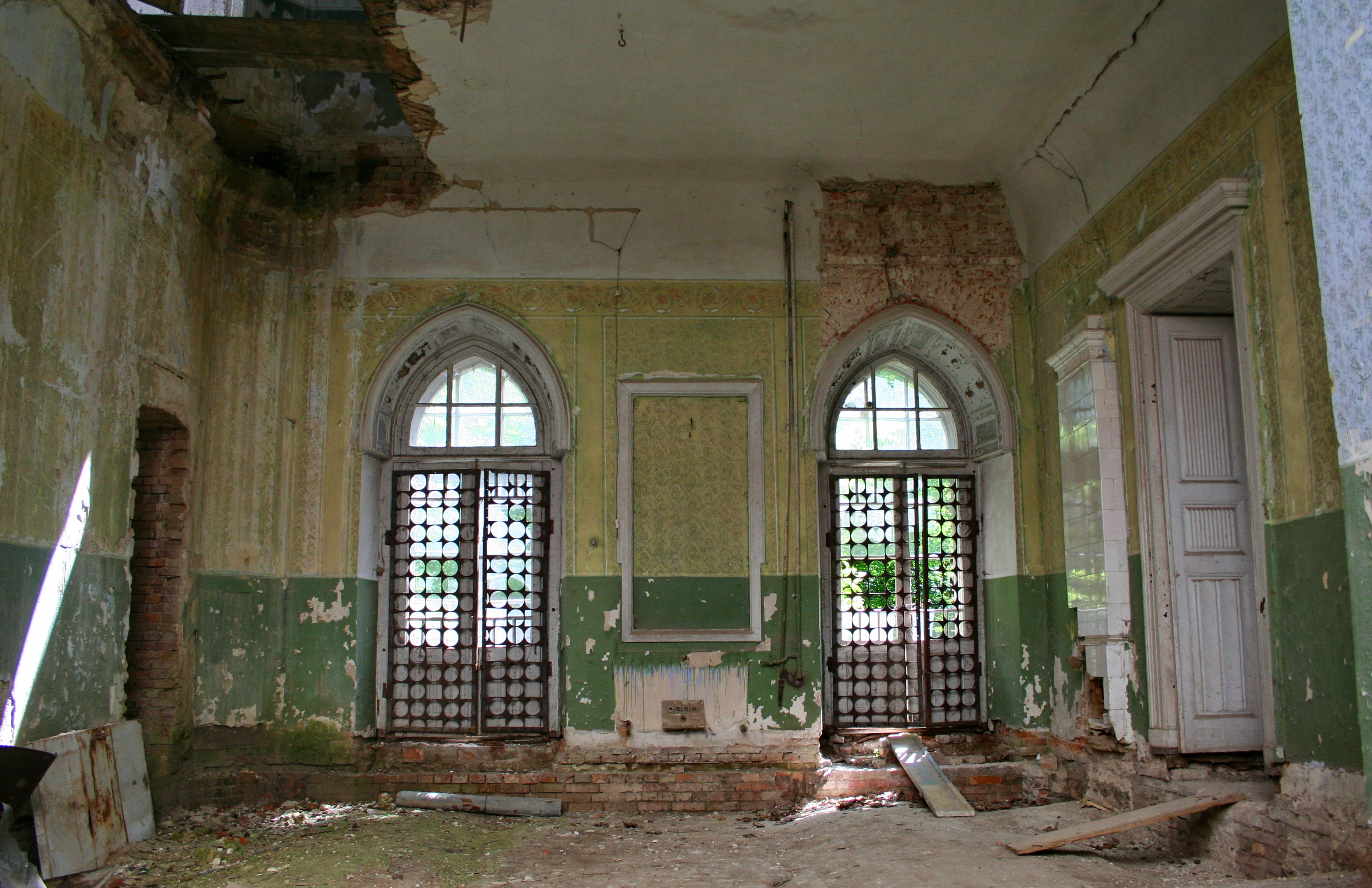

## Згадки у літературі
- Леськівський замок став центральною локацією однією з повістей циклу «Русалонька із 7-В» Марини Павленко, а саме «Русалонька із 7-В та загублений у часі».